# کریستوف بچمن
کریستوف بچمن (انگلیسی: Christoph Bechmann; ۲۳ نوامبر ۱۹۷۱ – ) بازیکن هاکی روی چمن اهل آلمان بود.